# Mark Fields
Mark Anthony Fields (Los Angeles, 9 novembre 1972) è un ex giocatore di football americano statunitense che ha militato nel ruolo di linebacker nella National Football League (NFL).

## Biografia
Al college, Fields giocò a football alla Washington State University. Fu scelto come 13º assoluto nel Draft NFL 1995 dai New Orleans Saints. Vi giocò per sei stagioni, guidando spesso la squadra in tackle. Successivamente giocò per un anno coi St. Louis Rams, prima di firmare coi Carolina Panthers nella stagione 2002. Tuttavia, prima dell'inizio della stagione 2003, gli fu diagnosticato un Linfoma di Hodgkin, venendo costretto a perdere l'intera annata. Sia lui che l'allenatore dei linebacker Sam Mills, anch'egli gravemente malato, furono fonti di ispirazione per la squadra, che raggiunse il Super Bowl XXXVIII, poi perso contro i New England Patriots. Fields tornò in campo nella stagione 2004, venendo premiato con la seconda convocazione per il Pro Bowl in carriera.
Prima dell'inizio della stagione 2005, Fields fu informato del ritorno del precedente linfoma, venendo costretto a rifiutare la proposta di rinnovo contrattuale di Carolina.

## Palmarès

### Franchigia
- National Football Conference Championship: 2

St. Louis Rams: 1999
Carolina Panthers: 2003

### Individuale
- Convocazioni al Pro Bowl: 2

2000, 2004

## Statistiche
| Partite    | 144  |
| Tackle     | 769  |
| Sack       | 34,5 |
| Intercetti | 5    |